# Rudolf Haraksim
Rudolf Haraksim (ur. 23 grudnia 1981) – słowacki lekkoatleta, skoczek o tyczce.
W 2003 nie zaliczył żadnej wysokości w eliminacjach podczas młodzieżowych mistrzostw Europy.
Reprezentant kraju w zawodach pucharu Europy.
Siedmiokrotny mistrz Słowacji (stadion: 2001–2003, hala: 2001–2004).

## Rekordy życiowe
- Skok o tyczce – 5,41 (2003) rekord Słowacji[6]
- Skok o tyczce (hala) – 5,30 (2004) były rekord Słowacji[7][8]